# Lekkoatletyka na Letnich Igrzyskach Olimpijskich 1936 – bieg na 1500 m mężczyzn

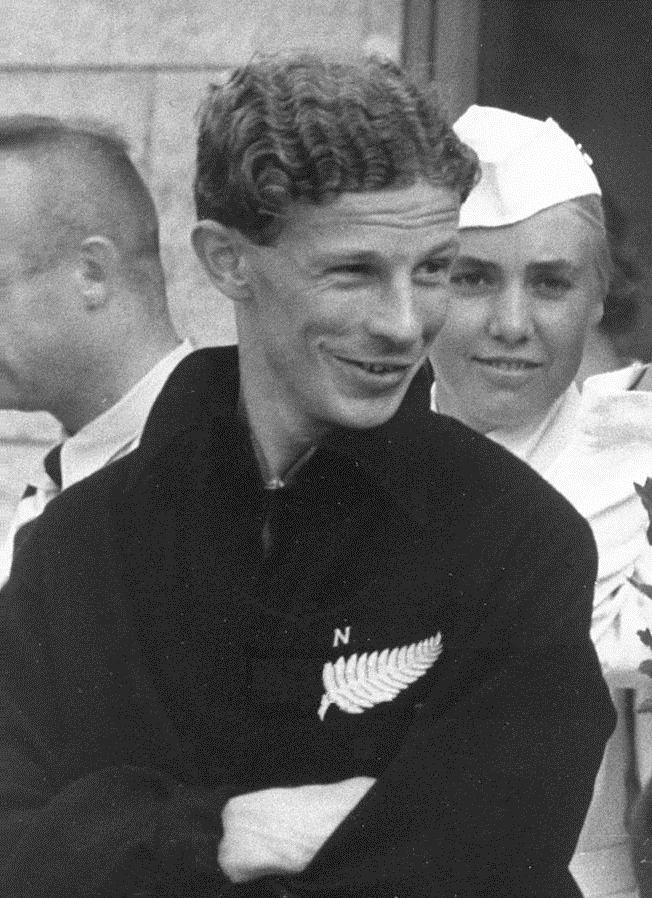
Jack Lovelock

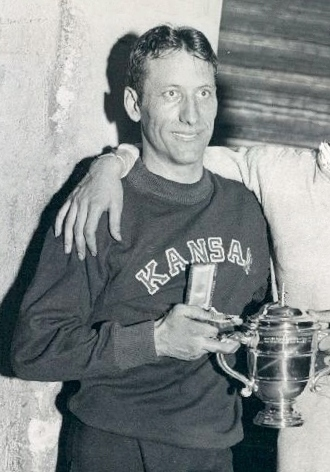
Glenn Cunningham

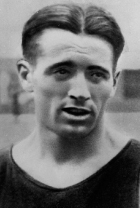
Luigi Beccali

Bieg na 1500 metrów mężczyzn był jedną z konkurencji rozgrywanych podczas XI Letnich Igrzysk Olimpijskich. Biegi zostały rozegrane w dniach 5 i 6 sierpnia 1936 roku na Stadionie Olimpijskim w Berlinie. Wystartowało 43 zawodników z 27 krajów. Zwycięzca Jack Lovelock ustanowił w finale rekord świata z czasem 3:47,8.

## Rekordy
|                   | Zawodnik      | Wynik  | Miejsce     | Data                 |
| ----------------- | ------------- | ------ | ----------- | -------------------- |
| Rekord świata     | Bill Bonthron | 3:48,8 | Milwaukee   | 30 czerwca 1934(dts) |
| Rekord olimpijski | Luigi Beccali | 3:51,2 | Los Angeles | 4 sierpnia 1932(dts) |

## Terminarz
| Data            |            | Godzina |
| --------------- | ---------- | ------- |
| 5 sierpnia 1936 | Eliminacje |         |
| 6 sierpnia 1936 | Finał      | 16:15   |

## Wyniki

### Eliminacje
Z każdego z 4 biegów do finału awansowało po trzech najlepszych zawodników.

#### Bieg 1
| Poz. | Zawodnik                 | Reprezentacja     | Czas   | Uwagi |
| ---- | ------------------------ | ----------------- | ------ | ----- |
| 1.   | Eric Ny                  | Szwecja           | 3:54,8 | Q     |
| 2.   | Glenn Cunningham         | Stany Zjednoczone | 3:54,8 | Q     |
| 3.   | Werner Böttcher          | III Rzesza        | 3:55,0 | Q     |
| 4.   | Ossi Teileri             | Finlandia         | 3:55,6 |       |
| 5.   | Mihály Iglói             | Węgry             | 3:56,0 |       |
| 6.   | Grigorios Georgakopoulos | Grecja            | 4:01,4 |       |
| 7.   | René Geeraert            | Belgia            |        |       |
| 8.   | Børge Larsen             | Dania             |        |       |
| 9.   | Pierre Hemmer            | Luksemburg        |        |       |
| 10.  | Paul Martin              | Szwajcaria        |        |       |
| –    | Kumao Aochi              | Japonia           | DNS    |       |

#### Bieg 2
| Poz. | Zawodnik           | Reprezentacja     | Czas   | Uwagi |
| ---- | ------------------ | ----------------- | ------ | ----- |
| 1.   | Gene Venzke        | Stany Zjednoczone | 4:00,4 | Q     |
| 2.   | Jerry Cornes       | Wielka Brytania   | 4:00,6 | Q     |
| 3.   | Jack Lovelock      | Nowa Zelandia     | 4:00,6 | Q     |
| 4.   | Pierre Leichtnam   | Francja           | 4:01,0 |       |
| 5.   | Clarke Scholtz     | Południowa Afryka | 4:02,0 |       |
| 6.   | Kiyoshi Nakamura   | Japonia           | 4:04,8 |       |
| 7.   | Emil Goršek        | Jugosławia        | 4:13,0 |       |
| 8.   | Emil Hübscher      | Austria           |        |       |
| 9.   | Jack Liddle        | Kanada            |        |       |
| 10.  | Miguel Castro      | Chile             |        |       |
| –    | Martti Matilainen  | Finlandia         | DNF    |       |
| –    | Pat Boot           | Nowa Zelandia     | DNS    |       |
| –    | Stawros Welkopulos | Grecja            | DNS    |       |

#### Bieg 3
| Poz. | Zawodnik         | Reprezentacja   | Czas   | Uwagi |
| ---- | ---------------- | --------------- | ------ | ----- |
| 1.   | Luigi Beccali    | Włochy          | 3:55,6 | Q     |
| 2.   | Miklós Szabó     | Węgry           | 3:55,6 | Q     |
| 3.   | Phil Edwards     | Kanada          | 3:56,2 | Q     |
| 4.   | Bobby Graham     | Wielka Brytania | 3:56,6 |       |
| 5.   | Bedřich Hošek    | Czechosłowacja  | 3:59,4 | [ 3 ] |
| 6.   | André Glatigny   | Francja         | 3:59,6 |       |
| 7.   | Gerald Backhouse | Australia       |        |       |
| 8.   | Harry Mehlhose   | III Rzesza      |        |       |
| 9.   | Reginald Uba     | Estonia         | 4:26,2 |       |
| 10.  | Jia Lianren      | Chiny           |        |       |
| 11.  | Emilio Torres    | Kolumbia        |        |       |
| –    | Ivan Krevs       | Jugosławia      | DNS    |       |

#### Bieg 4

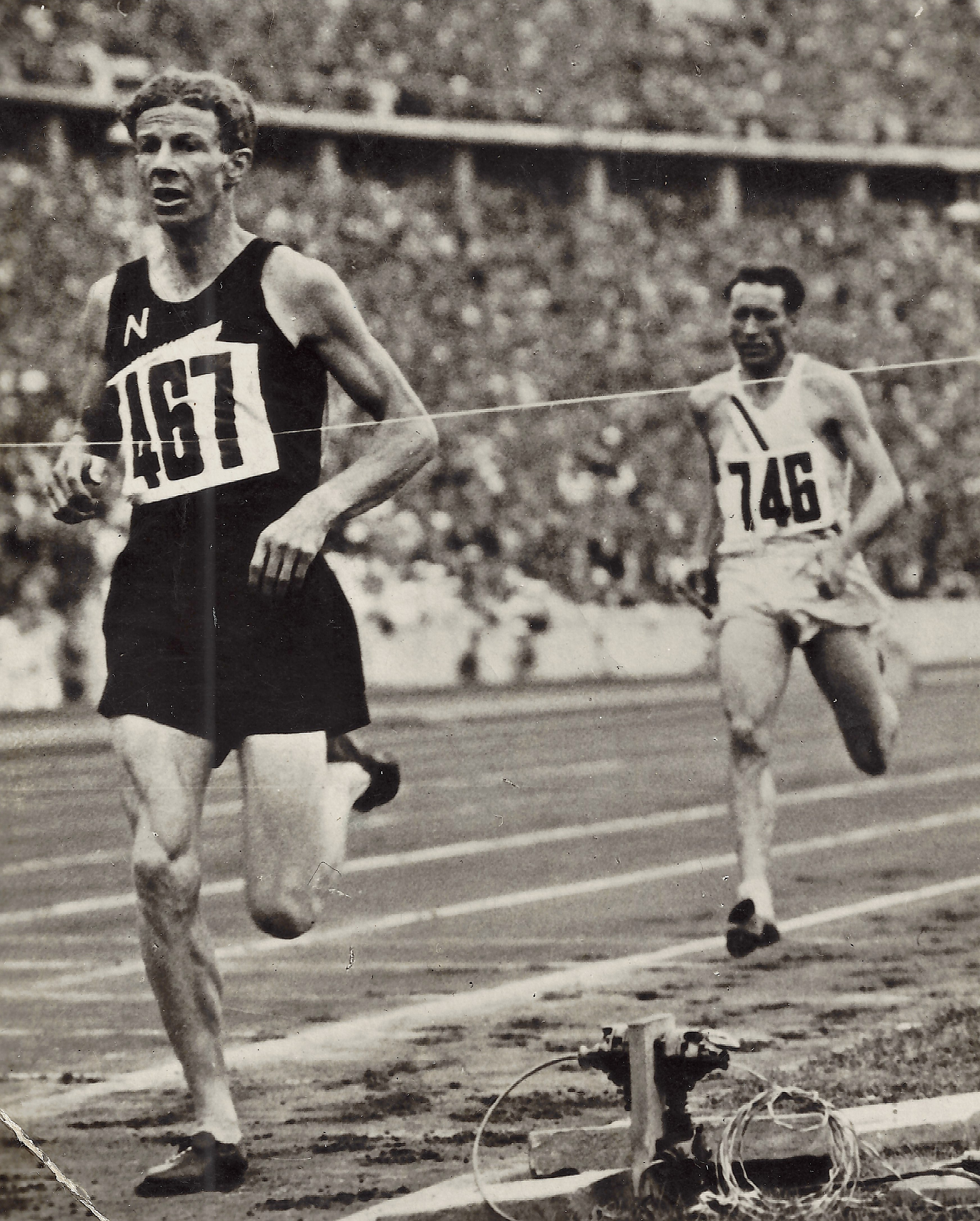
Finisz biegu finałowego: Lovelock wygrywa przed Cunninghamem

| Poz. | Zawodnik          | Reprezentacja     | Czas   | Uwagi |
| ---- | ----------------- | ----------------- | ------ | ----- |
| 1.   | Robert Goix       | Francja           | 3:54,0 | Q     |
| 2.   | Archie San Romani | Stany Zjednoczone | 3:55,0 | Q     |
| 3.   | Fritz Schaumburg  | III Rzesza        | 3:55,2 | Q     |
| 4.   | Joseph Mostert    | Belgia            | 3:56,6 | [ 4 ] |
| 5.   | Niilo Hartikka    | Finlandia         | 3:59,0 |       |
| 6.   | Franz Eichberger  | Austria           | 3:59,2 | [ 4 ] |
| 7.   | Ragnar Ekholdt    | Norwegia          |        |       |
| 8.   | Sydney Wooderson  | Wielka Brytania   |        |       |
| 9.   | Hugh Thompson     | Kanada            |        |       |
| 10.  | Charles Stein     | Luksemburg        |        |       |
| 11.  | Francisco Váldez  | Peru              |        |       |
| –    | Toshinao Tomie    | Japonia           | DNS    |       |

### Finał
| Poz. | Zawodnik          | Reprezentacja     | Czas    | Uwagi |
| ---- | ----------------- | ----------------- | ------- | ----- |
| 1.   | Jack Lovelock     | Nowa Zelandia     | 3:47,8  | [ 1 ] |
| 2.   | Glenn Cunningham  | Stany Zjednoczone | 3:48,4  | AR    |
| 3.   | Luigi Beccali     | Włochy            | 3::49,2 |       |
| 4.   | Archie San Romani | Stany Zjednoczone | 3:50,0  |       |
| 5.   | Phil Edwards      | Kanada            | 3:50,4  | [ 3 ] |
| 6.   | Jerry Cornes      | Wielka Brytania   | 3:51,4  |       |
| 7.   | Miklós Szabó      | Węgry             | 3:53,0  |       |
| 8.   | Robert Goix       | Francja           | 3:53,8  |       |
| 9.   | Gene Venzke       | Stany Zjednoczone | 3:55,0  |       |
| 10.  | Fritz Schaumburg  | III Rzesza        | 3:56,2  |       |
| 11.  | Eric Ny           | Szwecja           | 3:57,6  |       |
| 12.  | Werner Böttcher   | III Rzesza        | 4:04,2  |       |